# Vilho Tuulos
Vilho Immanuel "Ville" Tuulos, född 26 mars 1895 i Tammerfors, död 5 september 1967 i Tammerfors, var en finländsk friidrottare.
Tuulos blev olympisk mästare på tresteg vid olympiska sommarspelen 1920 i Antwerpen.